# تحلیل جایگاه ریشه ها

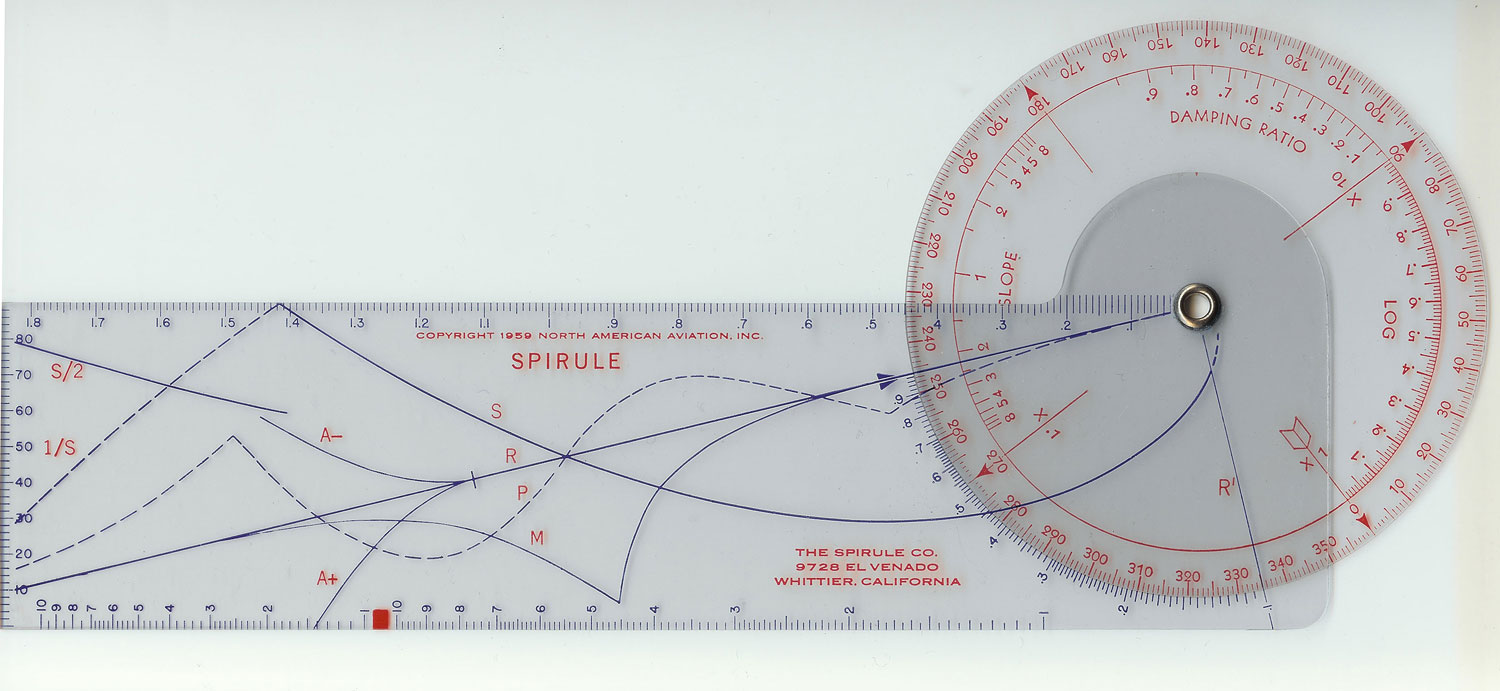
اسپیرول

در نظریه کنترل و نظریه پایداری، تحلیل مکان ریشه‌ها روشی گرافیکی برای بررسی چگونگی تغییر ریشه‌های یک سیستم با تغییر یک پارامتر خاص سیستم، معمولاً بهره در یک سیستم فیدبک، است. این تکنیک به عنوان یک معیار پایداری در حوزه نظریه کنترل کلاسیک که توسط والتر ریچارد ایوانز توسعه یافته، استفاده می‌شود و می‌تواند پایداری سیستم را تعیین کند. مکان هندسی ریشه‌ها قطب‌های تابع تبدیل حلقه بسته را در صفحه مختلط "S" به عنوان تابعی از پارامتر بهره رسم می‌کند (نمودار قطب-صفر را ببینید).
ایوانز همچنین در سال ۱۹۴۸ یک کامپیوتر آنالوگ برای محاسبه مکان ریشه‌ها اختراع کرد که "اسپیرول" نامیده می‌شد (بعد از "مارپیچ" و "خط‌کش مهندسی")؛ قبل از ظهور کامپیوترهای دیجیتال، کاربرد گسترده‌ای پیدا کرد.

## موارد استفاده

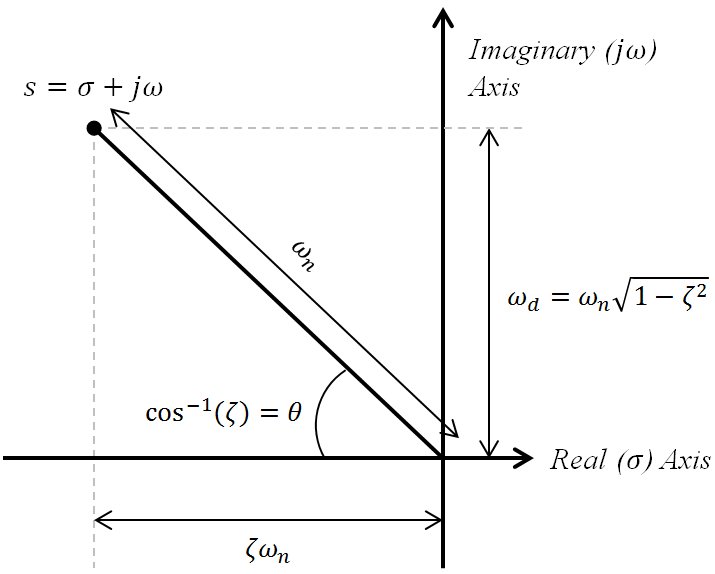
تأثیر موقعیت قطب بر فرکانس طبیعی و نسبت میرایی یک سیستم مرتبه دوم. مزدوج مختلط این قطب (که لزوماً وجود دارد زیرا این قطب دارای یک مؤلفه موهومی غیر صفر است) نشان داده نشده است.

علاوه بر تعیین پایداری سیستم، می‌توان از مکان هندسی ریشه‌ها برای طراحی نسبت میرایی (ζ) و فرکانس طبیعی (ωn) یک سیستم فیدبک استفاده کرد. خطوط با نسبت میرایی ثابت را می‌توان به صورت شعاعی از مبدأ رسم کرد و خطوط با فرکانس طبیعی ثابت را می‌توان به صورت {\displaystyle \arccos } رسم کرد که نقاط مرکزی آنها بر مبدأ منطبق است. با انتخاب نقطه‌ای در امتداد مکان هندسی ریشه که با نسبت میرایی و فرکانس طبیعی مطلوب منطبق است، می‌توان بهره "K" را محاسبه و در کنترل‌کننده پیاده‌سازی کرد. تکنیک‌های پیچیده‌تر طراحی کنترل‌کننده با استفاده از مکان هندسی ریشه‌ها در اکثر کتاب‌های درسی کنترل موجود است: برای مثال، کنترل‌کننده‌های پس‌فاز، پیشفاز، PI, PD و PID را می‌توان تقریباً با این تکنیک طراحی کرد.
تعریف نسبت میرایی و فرکانس طبیعی فرض می‌کند که سیستم بازخورد کلی به خوبی توسط یک سیستم مرتبه دوم تقریب زده شده است؛ یعنی سیستم دارای یک جفت قطب غالب است. اغلب اینطور نیست، بنابراین بهتر است طرح نهایی را شبیه‌سازی کنیم تا بررسی کنیم که آیا اهداف پروژه برآورده می‌شوند یا خیر.

## تعریف

مکان هندسی ریشه یک سیستم فیدبک، نمایش گرافیکی مکان‌های ممکن قطب‌های حلقه بسته آن در صفحه S مختلط برای مقادیر مختلف یک پارامتر خاص سیستم است. نقاطی که بخشی از مکان هندسی ریشه هستند، شرط زاویه را برآورده می‌کنند. مقدار پارامتر برای یک نقطه خاص از مکان هندسی ریشه را می‌توان با استفاده از شرط بزرگی به‌دست آورد.
فرض کنید یک سیستم فیدبک با سیگنال ورودی {\displaystyle X(s)} و سیگنال خروجی {\displaystyle Y(s)} وجود دارد. تابع انتقال مسیر رو به جلو {\displaystyle G(s)} است؛ تابع انتقال مسیر رو به عقب {\displaystyle H(s)} است.
برای این سیستم، تابع تبدیل حلقه بسته به صورت زیر داده می‌شود:
{\displaystyle T(s)={\frac {Y(s)}{X(s)}}={\frac {G(s)}{1+G(s)H(s)}}}
بنابراین، قطب‌های حلقه بسته تابع تبدیل حلقه بسته، ریشه‌های معادله مشخصه {\displaystyle 1+G(s)H(s)=0}  هستند. ریشه‌های این معادله را می‌توان در هر جایی یافت.
در سیستم‌های بدون تأخیر خالص، حاصلضرب {\displaystyle G(s)H(s)} یک تابع چندجمله‌ای گویا است و می‌توان آن را به صورت زیر بیان کرد:
{\displaystyle G(s)H(s)=K{\frac {(s+z_{1})(s+z_{2})...(s+z_{m})}{(s+p_{1})(s+p_{2})...(s+p_{n})}}}
که {\displaystyle -z_{i}}‌ها همان {\displaystyle m} صفرها، {\displaystyle -p_{i}}‌ها {\displaystyle n} قطب‌ها، و {\displaystyle k} بهره عددی است. معمولاً، نمودار مکان ریشه‌ها، مکان قطب‌های تابع تبدیل را برای مقادیر مختلف پارامتر {\displaystyle k} نشان می‌دهد. یک نمودار مکان هندسی ریشه‌ها، تمام نقاطی در صفحه S خواهد بود که در آن، برای هر مقدار {\displaystyle k} داریم: {\displaystyle G(s)H(s)=-1}
فاکتورگیری {\displaystyle k} و استفاده از تک‌جمله‌ای‌های ساده به این معنی است که ارزیابی چندجمله‌ای گویا را می‌توان با تکنیک‌های برداری انجام داد که زوایا را جمع یا تفریق و بزرگی‌ها را ضرب یا تقسیم می‌کنند. فرمول‌بندی برداری از این واقعیت ناشی می‌شود که هر جمله تک‌جمله‌ای {\displaystyle (s-a)} در فاکتورگیری {\displaystyle G(s)H(s)} نشان دهنده برداری از {\displaystyle a} تا {\displaystyle s} در صفحه S است. چندجمله‌ای را می‌توان با در نظر گرفتن بزرگی‌ها و زوایای هر یک از این بردارها ارزیابی کرد.
طبق ریاضیات برداری، زاویه حاصل چندجمله‌ای گویا برابر است با مجموع تمام زوایای صورت منهای مجموع تمام زوایای مخرج؛ بنابراین برای آزمایش اینکه آیا یک نقطه در صفحه s روی مکان هندسی ریشه‌ها قرار دارد یا خیر، فقط باید زوایای مربوط به تمام قطب‌ها و صفرهای حلقه باز در نظر گرفته شوند. این به عنوان شرط زاویه شناخته می‌شود.
به‌طور مشابه، بزرگی نتیجه چندجمله‌ای گویا برابر است با حاصلضرب تمام بزرگی‌های صورت تقسیم بر حاصلضرب تمام بزرگی‌های مخرج. مشخص شده است که محاسبه بزرگی برای تعیین اینکه آیا یک نقطه در صفحه S بخشی از مکان هندسی ریشه است یا خیر، نیازی نیست زیرا {\displaystyle k} تغییر می‌کند و می‌تواند یک مقدار حقیقی دلخواه بگیرد. برای هر نقطه از مکان هندسی ریشه، می‌توان مقداری از {\displaystyle k} را محاسبه کرد. این به عنوان شرط بزرگی شناخته می‌شود.
مکان هندسی ریشه‌ها فقط موقعیت قطب‌های حلقه بسته را با تغییر بهره K نشان می‌دهد. مقدار {\displaystyle k} تأثیری بر موقعیت صفرها ندارد. صفرهای حلقه-باز همان صفرهای حلقه-بسته هستند.